# Cirurgia plástica
A cirurgia plástica é uma especialidade cirúrgica que envolve a restauração, reconstrução ou alteração do corpo humano. Ela pode ser dividida em duas categorias principais: cirurgia reconstrutiva e cirurgia estética. A cirurgia reconstrutiva inclui a cirurgia craniofacial, cirurgia da mão, microcirurgia e o tratamento de queimaduras. Enquanto a cirurgia reconstrutiva visa reconstruir uma parte do corpo ou melhorar seu funcionamento, a cirurgia cosmética (ou estética) visa melhorar a aparência do mesmo.

## Etimologia
A palavra plástica em cirurgia plástica significa "remodelação" e vem do grego πλαστική (τέχνη), plastikē (tekhnē), "a arte da modelagem" de carne maleável.  Este significado em inglês é visto já em 1598. A definição cirúrgica de "plástico" surgiu pela primeira vez em 1839, precedendo o moderno sentido "material de engenharia feito de petróleo" por 70 anos.

## História

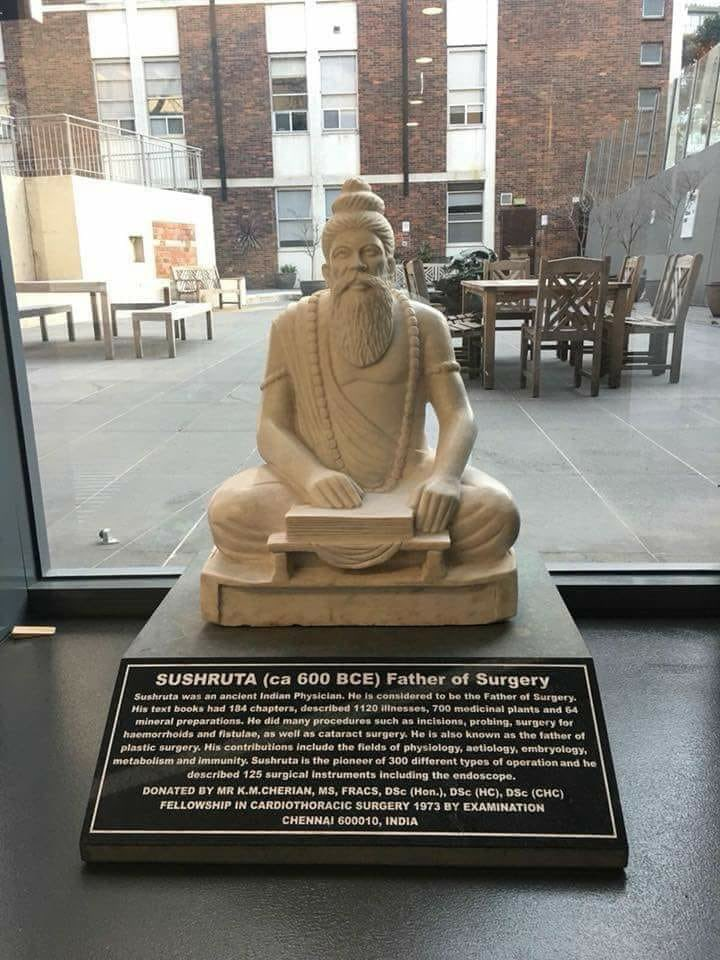
Uma estátua de Sushruta, o pai da cirurgia plástica, no Royal Australasian College of Surgeons em Melbourne, Austrália.

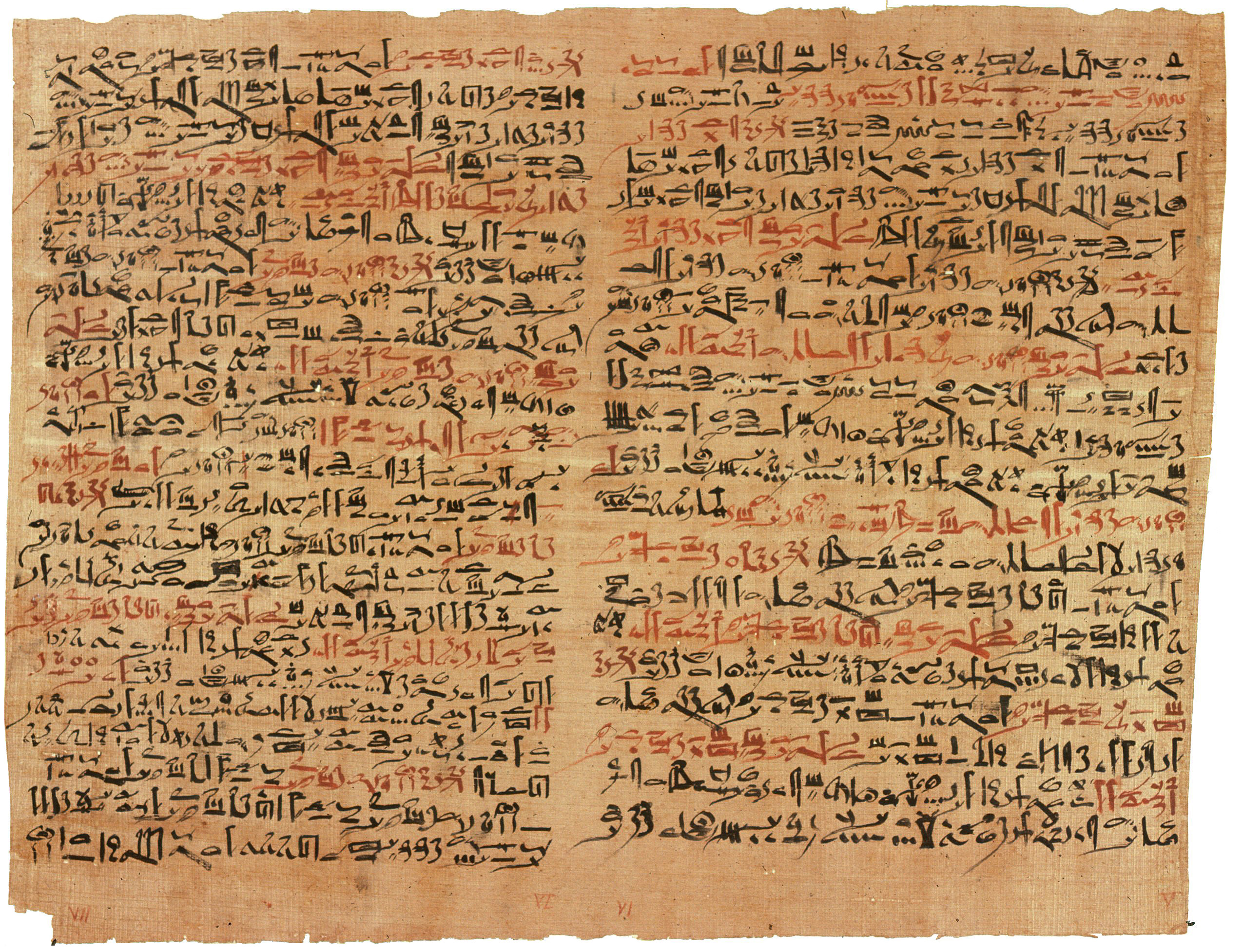
Partes VI & VII do papiro de Edwin Smith Sala do Livro Raro, Academia de Medicina de Nova Iorque

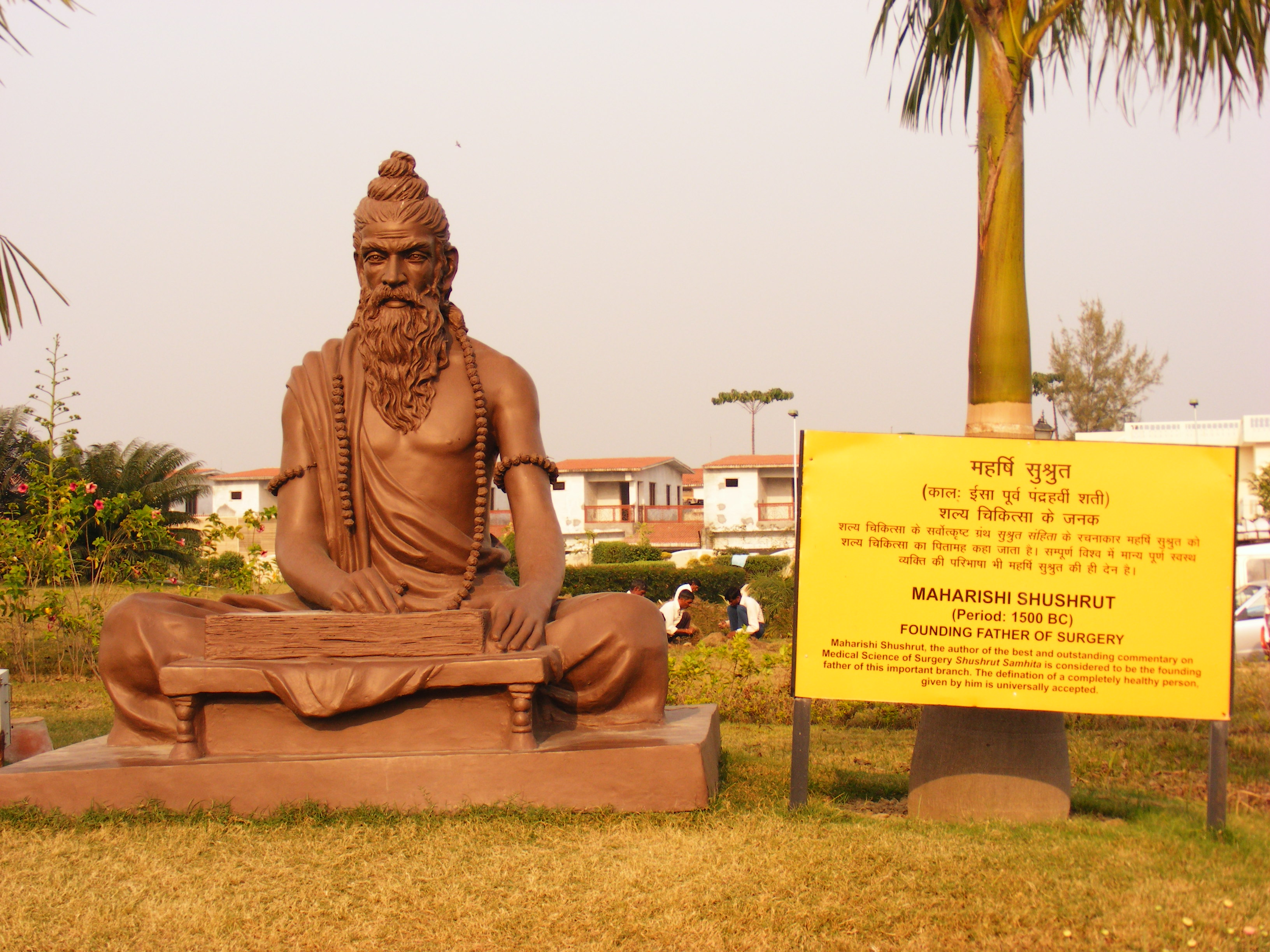
Sushruta é considerado o Pai da Cirurgia Plástica por muitos estudiosos

Os tratamentos para o reparo plástico de um nariz quebrado são mencionados pela primeira vez no texto médico egípcio de c.1600 a.C. chamado papiro de Edwin Smith. O livro didático da cirurgia de trauma foi batizado em homenagem ao egiptólogo americano Edwin Smith. As técnicas de cirurgia reconstrutiva estavam sendo realizadas na Índia em 800 a.C. Sushruta foi um médico que fez contribuições no campo da cirurgia plástica e de catarata no século VI a.C. Os desenvolvimentos de Sushruta foram preservados em seu livro, Sushruta Samhita.

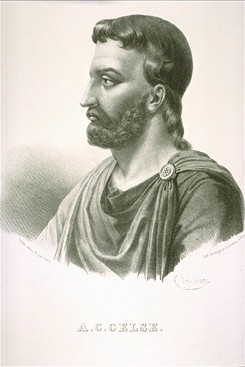
O estudioso romano Aulus Cornelius Celsus registrou técnicas cirúrgicas, incluindo cirurgia plástica, no primeiro século d.C.

Os romanos também realizavam cirurgia plástica cosmética, utilizando técnicas simples, como o reparo de orelhas danificadas, por volta do século I a.C. Por razões religiosas, eles não dissecavam nem os seres humanos nem os animais, portanto seu conhecimento se baseava em sua totalidade nos textos de seus antecessores gregos. Não obstante, Aulo Cornélio Celso deixou algumas descrições anatômicas surpreendentemente precisas, alguns dos quais - por exemplo, seus estudos sobre a genitália e o esqueleto - são de especial interesse para a cirurgia plástica.
As obras médicas indianas de Sushruta e Charaka, originalmente em sânscrito, foram traduzidas para o idioma árabe durante o califado abássida em 750 d.C. As traduções em árabe chegaram à Europa através de intermediários. Na Itália, a família Branca da Sicília e Gaspare Tagliacozzi de Bolonha se familiarizaram com as técnicas de Sushruta.

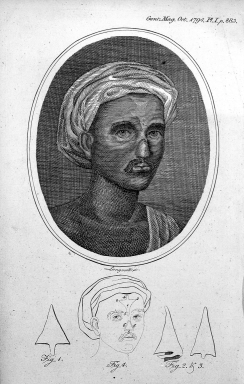
Ilustração de um método de reconstrução do nariz do século XVIII de Poona realizado por um oleiro indiano, Gentleman's Magazine 1794

Médicos britânicos viajaram para a Índia para ver rinoplastias sendo realizadas por métodos indianos. Relatórios sobre rinoplastia indiana realizada por um Kumhar vaidya foram publicados na Gentleman's Magazine até 1794. Joseph Constantine Carpue passou 20 anos na Índia estudando os métodos locais de cirurgia plástica. Carpue foi capaz de realizar a primeira grande cirurgia no mundo ocidental no ano de 1815. Os instrumentos descritos no Sushruta Samhita foram ainda mais modificados no mundo ocidental.
Em 1465, o livro, descrição e classificação das hipospádias da Sabuncu era mais informativo e atualizado. A localização do meato uretral foi descrita em detalhes. Sabuncuoglu também detalhou a descrição e classificação dos genitais ambíguos. Em meados do século XV, Heinrich von Pfolspeundt descreveu um processo "para fazer um novo nariz para quem não o tem por completo, e os cães o devoraram", removendo a pele da parte de trás do braço e suturando-a no lugar. Entretanto, devido aos perigos associados à cirurgia sob qualquer forma, especialmente a que envolve a cabeça ou o rosto, não foi até os séculos XIX e XX que tal cirurgia se tornou comum.
Em 1814, Joseph Carpue realizou com sucesso um procedimento cirúrgico em um oficial militar britânico que havia perdido seu nariz devido aos efeitos tóxicos dos tratamentos com mercúrio. Em 1818, o cirurgião alemão Carl Ferdinand von Graefe publicou seu principal trabalho intitulado Rhinoplastik. Von Graefe modificou o método italiano utilizando um enxerto de pele livre do braço em vez da aba original do pedículo.
O primeiro cirurgião plástico americano foi John Peter Mettauer, que, em 1827, realizou a primeira operação de fissura palatina com instrumentos que ele mesmo projetou. Em 1845, Johann Friedrich Dieffenbach escreveu um texto abrangente sobre rinoplastia, intitulado Chirurgia Operatória, e introduziu o conceito de reoperação para melhorar a aparência cosmética do nariz reconstruído. Outro caso de cirurgia plástica para reconstrução do nariz, de 1884 no Hospital Bellevue, foi descrito em Scientific American.
Em 1891, o otorrinolaringologista americano John Roe apresentou um exemplo de seu trabalho: uma jovem em quem ele reduziu uma corcunda dorsal nasal para indicações cosméticas. Em 1892, Robert Weir experimentou sem sucesso com xenoenxertos (esterno de pato) na reconstrução de narizes afundados. Em 1896, James Israel, um cirurgião urológico da Alemanha, e em 1889 George Monks dos Estados Unidos descreveram o uso bem sucedido de enxerto heterogêneo de osso livre para reconstruir defeitos no nariz da sela. Em 1898, Jacques Joseph, o cirurgião alemão treinado em ortopedia, publicou seu primeiro relato de redução da rinoplastia. Em 1928, Jacques Joseph publicou Nasenplastik und Sonstige Gesichtsplastik.

## Desenvolvimento de técnicas modernas

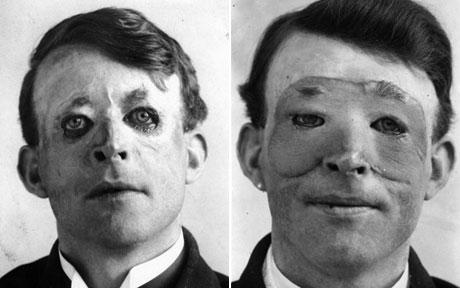
Walter Yeo, um marinheiro ferido na Batalha da Jutlândia, é suposto ter recebido cirurgia plástica em 1917. A fotografia mostra-o imediatamente após (à direita) a cirurgia de aba feita por Sir Harold Gillies, e após a cura (à esquerda).

O pai da cirurgia plástica moderna é geralmente considerado como tendo sido Sir Harold Gillies. Um otorrinolaringologista neozelandês que trabalha em Londres, ele desenvolveu muitas das técnicas da cirurgia facial moderna no cuidado de soldados que sofreram ferimentos faciais desfigurados durante a Primeira Guerra Mundial.
Durante a Primeira Guerra Mundial, ele trabalhou como médico no Royal Army Medical Corps. Depois de trabalhar com o renomado cirurgião oral e maxilo-facial francês Hippolyte Morestin em enxertos de pele, ele convenceu o cirurgião-chefe do exército, Arbuthnot-Lane, a estabelecer uma ala de lesões faciais no Hospital Militar de Cambridge, Aldershot, mais tarde atualizado para um novo hospital para reparos faciais em Sidcup em 1917. Lá Gillies e seus colegas desenvolveram muitas técnicas de cirurgia plástica; mais de 11.000 operações foram realizadas em mais de 5.000 homens (na maioria soldados com ferimentos na face, geralmente de ferimentos de bala). Após a guerra, Gillies abriu uma clínica particular com Rainsford Mowlem, incluindo muitos pacientes famosos, e viajou extensivamente para promover suas técnicas avançadas em todo o mundo
Em 1930, o primo de Gillies, Archibald McIndoe, juntou-se à clínica e tornou-se comprometido com a cirurgia plástica. Quando a Segunda Guerra Mundial eclodiu, a provisão de cirurgia plástica foi amplamente dividida entre os diferentes serviços das forças armadas, e Gillies e sua equipe foram separados. O próprio Gillies foi enviado à Rooksdown House, perto de Basingstoke, que se tornou a principal unidade de cirurgia plástica do exército; Tommy Kilner (que tinha trabalhado com Gillies durante a Primeira Guerra Mundial, e que agora tem um instrumento cirúrgico com o seu nome, o retractor de bochechas kilner) foi para o Queen Mary's Hospital, Roehampton; e Mowlem foi para St Albans. McIndoe, consultor da RAF, mudou-se para o recém-construído Queen Victoria Hospital em East Grinstead, Sussex, e fundou um Centro de Cirurgia Plástica e Mandíbula. Lá, ele tratou queimaduras muito profundas e desfigurações faciais graves, tais como perda de pálpebras, típicas daquelas causadas à tripulação pela queima de combustível.
McIndoe é freqüentemente reconhecido não apenas por desenvolver novas técnicas de tratamento de rostos e mãos gravemente queimadas, mas também por reconhecer a importância da reabilitação das vítimas e, particularmente, da reintegração social de volta à vida normal. Ele se livrou dos "uniformes de convalescença" e deixou os pacientes vestirem seus uniformes de serviço. Com a ajuda de dois amigos, Neville e Elaine Blond, ele também convenceu os residentes a apoiar os pacientes e convidá-los a entrar em suas casas. McIndoe continuava se referindo a eles como "seus filhos" e o pessoal o chamava de "O Chefe" ou "O Maestro". 
Seu outro trabalho importante incluiu o desenvolvimento do enxerto de pele do talo andante, e a descoberta de que a imersão em solução salina promovia a cura, bem como a melhoria das taxas de sobrevivência das vítimas com queimaduras extensas - esta foi uma descoberta serendipital tirada da observação de taxas de cura diferenciadas em pilotos que haviam descido em terra e no mar. Seus tratamentos radicais e experimentais levaram à formação do Clube de Porcos Guiné no Hospital Queen Victoria, em Sussex. Entre os membros mais conhecidos de seu "clube" estavam Richard Hillary, Bill Foxley e Jimmy Edwards.

## Sub-especialidades
A cirurgia plástica é um campo amplo, e pode ser subdividido ainda mais. Nos Estados Unidos, os cirurgiões plásticos são certificados pela American Board of Plastic Surgery. As subdisciplinas da cirurgia plástica podem incluir:

### Cirurgia estética
A cirurgia estética é um componente central da cirurgia plástica e inclui a cirurgia estética facial e corporal. Os cirurgiões plásticos utilizam princípios cirúrgicos cosméticos em todos os procedimentos cirúrgicos reconstrutivos, bem como operações isoladas para melhorar a aparência geral.

### Cirurgia de queimadura
A cirurgia de queimadura geralmente se realiza em duas fases. A cirurgia de queimadura aguda é o tratamento imediatamente após uma queimadura. A cirurgia de queimadura reconstrutiva ocorre após as feridas de queimadura terem cicatrizado.

### Cirurgia craniofacial
A cirurgia craniofacial é dividida em cirurgia craniofacial pediátrica e craniofacial adulta. A cirurgia craniofacial pediátrica gira principalmente em torno do tratamento de anomalias congênitas do esqueleto craniofacial e dos tecidos moles, tais como fissuras labiais e palatinas, microtias, craniosinostoses e fraturas pediátricas. A cirurgia craniofacial de adultos trata principalmente de cirurgias reconstrutivas após cirurgias de trauma ou câncer e cirurgias de revisão, juntamente com cirurgias ortognáticas e cirurgias de feminização facial. A cirurgia craniofacial é uma parte importante de todos os programas de treinamento em cirurgia plástica. O treinamento adicional e a subespecialização são obtidos através de uma bolsa de estudos craniofacial. A cirurgia craniofacial também é praticada por cirurgiões bucomaxilofaciais.

### Cirurgia plástica étnica
A cirurgia plástica étnica é a cirurgia plástica realizada para mudar atributos étnicos, muitas vezes considerada como uma forma de "passagem".

### Cirurgia na mão
A cirurgia da mão se preocupa com lesões agudas e doenças crônicas da mão e do pulso, correção de malformações congênitas das extremidades superiores e problemas nervosos periféricos (tais como lesões do plexo braquial ou síndrome do túnel do carpo). A cirurgia da mão é uma parte importante do treinamento em cirurgia plástica, assim como a microcirurgia, que é necessária para replantar uma extremidade amputada. O campo da cirurgia da mão também é praticado por cirurgiões ortopédicos e cirurgiões gerais. A formação de cicatrizes após a cirurgia pode ser problemática na mão delicada, causando perda de destreza e da função dos dígitos se for suficientemente severa. Tem havido casos de cirurgia nas mãos de mulheres a fim de corrigir as falhas percebidas para criar a foto do anel de noivado perfeito.

### Microcirurgia
A microcirurgia geralmente se preocupa com a reconstrução dos tecidos em falta, transferindo um pedaço de tecido para o local da reconstrução e reconectando os vasos sanguíneos. As áreas populares de subespecialidade são reconstrução de mama, reconstrução de cabeça e pescoço, cirurgia da mão/replante e cirurgia do plexo braquial.

### Cirurgia plástica pediátrica
As crianças frequentemente enfrentam problemas médicos muito diferentes das experiências de um paciente adulto. Muitos defeitos de nascença ou síndromes presentes no nascimento são mais bem tratados na infância, e os cirurgiões plásticos pediátricos se especializam em tratar essas condições em crianças. As condições geralmente tratadas pelos cirurgiões plásticos pediátricos incluem anomalias craniofaciais, Sindactilia (união entre dois ou mais dedos das mãos ou dos pés), Polidactilia (excesso de dedos das mãos e dos pés ao nascer), fenda labial e palatina, e deformidades congênitas das mãos.

### Cirurgia plástica na prisão
A cirurgia plástica realizada em uma população encarcerada a fim de afetar seu índice de reincidência, uma prática instituída no início do século XX que durou até meados dos anos 90.

## Técnicas e procedimentos
Na cirurgia plástica, a transferência de tecido de pele (enxerto de pele) é um procedimento muito comum. Os enxertos de pele podem ser tanto do receptor quanto do doador:
- Os auto-enxertos são extraídos do receptor. Na ausência ou deficiência de tecido natural, as alternativas podem ser folhas de cultura de células epiteliais in vitro ou compostos sintéticos, tais como integra, que consiste de silicone e colágeno do tendão bovino com glicosaminoglicanos.
- Os aloenxertos são retirados de um doador da mesma espécie.
- Os Xenografts são retirados de um doador de uma espécie diferente.

Normalmente, seriam esperados bons resultados da cirurgia plástica que enfatizam o planejamento cuidadoso das incisões para que elas fiquem dentro da linha de dobras ou linhas naturais da pele, escolha apropriada de fechamento da ferida, uso dos melhores materiais de sutura disponíveis e remoção precoce das suturas expostas para que a ferida seja mantida fechada por suturas.

## Cirurgia reconstrutiva

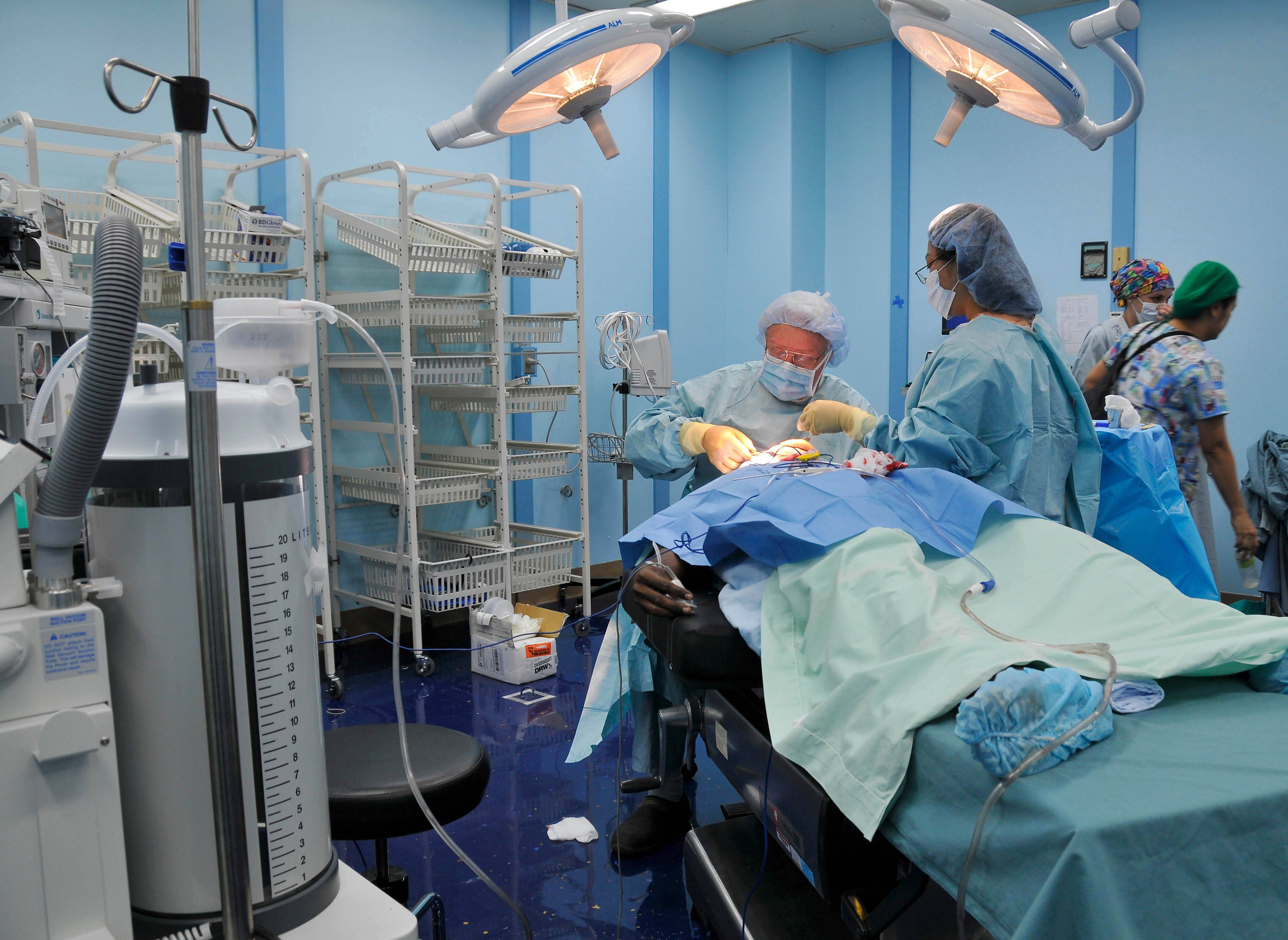
Médicos da Marinha realizam cirurgia reconstrutiva em paciente de 21 anos

A cirurgia plástica reconstrutiva é realizada para corrigir deficiências funcionais causadas por queimaduras; lesões traumáticas, tais como fraturas e quebras dos ossos da face; anormalidades congênitas, tais como palato fendido ou lábios fendidos; anormalidades de desenvolvimento; infecção e doença; e câncer ou tumores. O objetivo da cirurgia plástica reconstrutiva é restaurar tanto a forma quanto a função.
Os procedimentos reconstrutivos mais comuns são a remoção de tumores, reparação de lacerações, cirurgia maxilo-facial, revisão de cicatrizes, cirurgia de mão e plastia de redução de mama. De acordo com a Sociedade Americana de Cirurgiões Plásticos, o número de reduções de mama reconstrutivas para mulheres diminuiu em 2018 em 4% em relação ao ano anterior. A redução das mamas nos homens diminuiu em 2018 em 8%. Em 2018, foram realizadas 57.535 reduções.
Alguns outros procedimentos cirúrgicos reconstrutivos comuns incluem a reconstrução mamária após uma mastectomia para o tratamento do câncer, cirurgia de lábio leporino e palato, cirurgia de contração para sobreviventes de queimaduras e criação de uma nova orelha externa quando se está ausente de forma congênita.
Os cirurgiões plásticos utilizam a microcirurgia para transferir tecido para cobertura de um defeito quando não há tecido local disponível. Abas livres de pele, músculo, osso, gordura ou uma combinação podem ser removidas do corpo, movidas para outro local no corpo e reconectadas a um suprimento de sangue através da sutura de artérias e veias de 1 a 2 milímetros de diâmetro.

## Procedimentos de cirurgia estética
A cirurgia cosmética é uma cirurgia voluntária ou eletiva que é realizada em partes normais do corpo com o único objetivo de melhorar a aparência de uma pessoa e/ou remover sinais de envelhecimento. Em 2014, quase 16 milhões de procedimentos estéticos foram realizados somente nos Estados Unidos.  O número de procedimentos estéticos realizados nos Estados Unidos quase dobrou desde o início do século. 92% dos procedimentos estéticos foram realizados em mulheres em 2014, contra 88% em 2001. Cerca de 12 milhões de procedimentos estéticos foram realizados em 2007, com as cinco cirurgias mais comuns sendo aumento da mama, lipoaspiração, redução da mama, cirurgia das pálpebras e abdominoplastia. A Sociedade Americana de Cirurgia Plástica Estética analisa as estatísticas de 34 procedimentos estéticos diferentes. Dezenove procedimentos são cirúrgicos, como rinoplastia ou lifting facial. Os procedimentos não cirúrgicos incluem botox e depilação a laser. Em 2010, sua pesquisa revelou que havia 9.336.814 procedimentos totais nos Estados Unidos. Destes, 1.622.290 procedimentos foram cirúrgicos (p. 5). Também descobriram que a grande maioria, 81%, dos procedimentos eram feitos em pessoas caucasianas (p. 12).
A Sociedade Americana de Cirurgiões Plásticos (ASPS) estima que mais de 333.000 procedimentos estéticos foram realizados em pacientes com 18 anos ou mais nos Estados Unidos em 2005, em comparação com cerca de 14.000 em 1996. Isso é significativo porque incentiva os mais jovens a continuar esses procedimentos mais tarde na vida. O aumento do uso de procedimentos estéticos cruza as linhas raciais e étnicas nos Estados Unidos, com aumentos observados entre afro-americanos, asiáticos-americanos e hispânicos americanos, bem como caucasianos americanos. Dos 1191 artigos de jornais britânicos, 89% usaram o termo "cirurgia plástica" no contexto da cirurgia estética. Isso é significativo, pois mostra a frequência em que o mundo ocidental retrata a cirurgia estética. Na Ásia, a cirurgia estética tornou-se mais popular, e países como a China e a Índia tornaram-se os maiores mercados de cirurgia estética da Ásia. A Coreia do Sul também está aumentando em popularidade devido à sua experiência em cirurgias ósseas faciais. A primeira publicação de uma equipe de cirurgiões sul-coreanos sobre cirurgias de contorno ósseo facial foi publicada ilustrando vários métodos cirúrgicos utilizados para cirurgias de contorno ósseo facial.
A cirurgia plástica está aumentando lentamente, subindo 115% de 2000 a 2015. "De acordo com as estatísticas processuais de cirurgia plástica, houve 15,9 milhões de procedimentos estéticos cirúrgicos e minimamente invasivos realizados nos Estados Unidos em 2015, um aumento de 2% em relação a 2014." Um estudo de 2021 constatou que os pedidos de procedimentos estéticos aumentaram significativamente desde o início da pandemia COVID-19, possivelmente devido ao aumento da videoconferência; as estimativas citadas incluem um aumento de 10% nos Estados Unidos e um aumento de 20% na França.
Em 1949, 15.000 americanos foram submetidos a procedimentos cirúrgicos estéticos. Em 1969, esse número subiu para quase meio milhão de pessoas.